# Раковец (Љубешћица)
Раковец (хрв. Rakovec) је насељено место у општини Љубешћица, Вараждинска жупанија, Хрватска.

## Историја
До територијалне реорганизације у Хрватској био је у саставу старе општине Нови Мароф.

## Становништво
У попису становништва из 2011. године, Раковец има свега 122 становника.
| Број становника према пописима | Број становника према пописима | Број становника према пописима | Број становника према пописима | Број становника према пописима | Број становника према пописима | Број становника према пописима | Број становника према пописима | Број становника према пописима | Број становника према пописима | Број становника према пописима | Број становника према пописима | Број становника према пописима | Број становника према пописима | Број становника према пописима | Број становника према пописима |
| ------------------------------ | ------------------------------ | ------------------------------ | ------------------------------ | ------------------------------ | ------------------------------ | ------------------------------ | ------------------------------ | ------------------------------ | ------------------------------ | ------------------------------ | ------------------------------ | ------------------------------ | ------------------------------ | ------------------------------ | ------------------------------ |
| 1857                           | 1869                           | 1880                           | 1890                           | 1900                           | 1910                           | 1921                           | 1931                           | 1948                           | 1953                           | 1961                           | 1971                           | 1981                           | 1991                           | 2001                           | 2011                           |
| 127                            | 135                            | 141                            | 140                            | 145                            | 156                            | 157                            | 155                            | 171                            | 173                            | 152                            | 154                            | 137                            | 141                            | 125                            | 122                            |

Напомена: Од 1910. до 1948. исказивано под именом Калнички Раковец.